# مجلس حرب

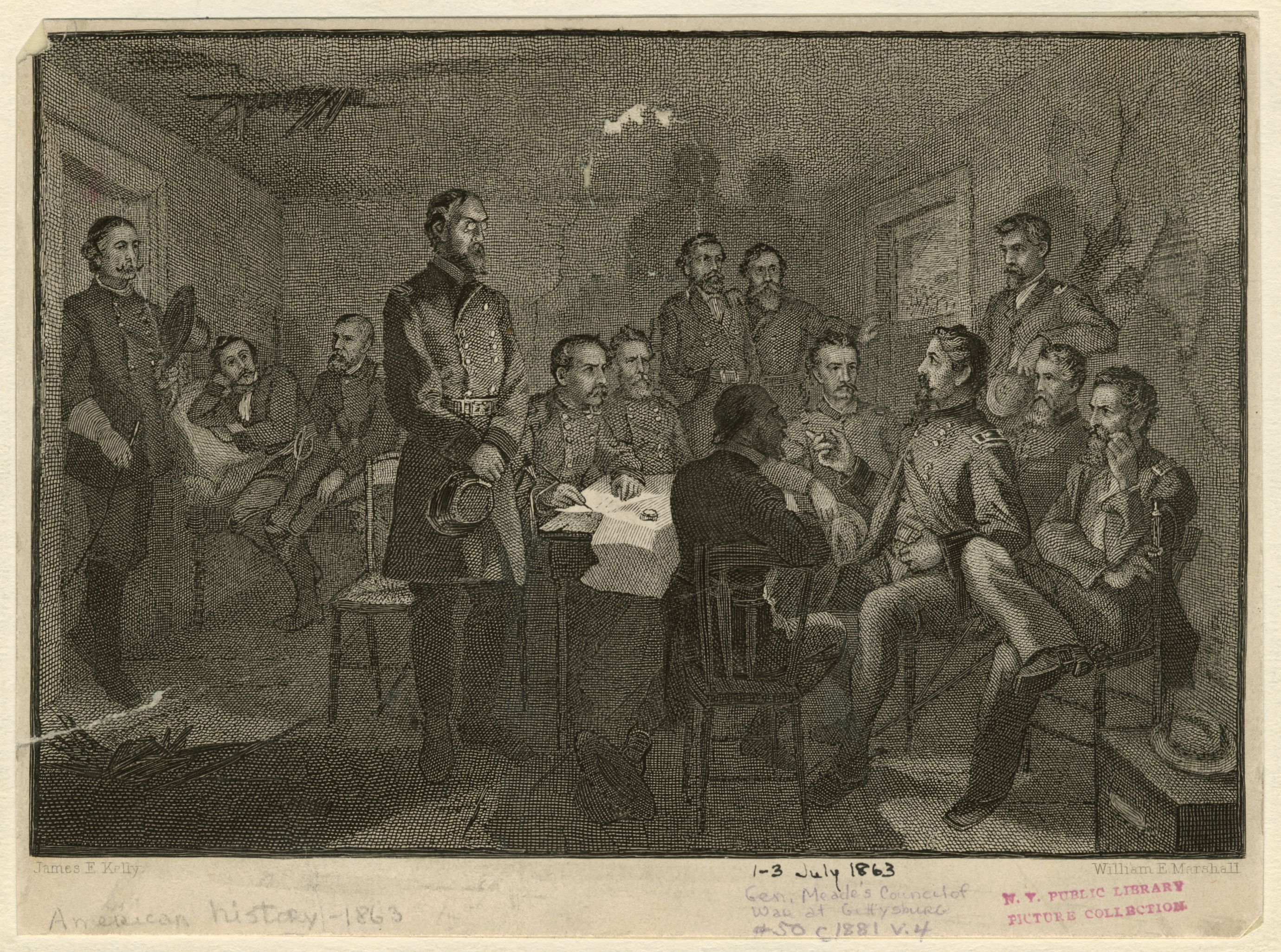
رسمة بريشة جيمس إي كيلي لجورج ميد ومجلس الحرب في غيتيسبيرغ، 2 يوليو 1863

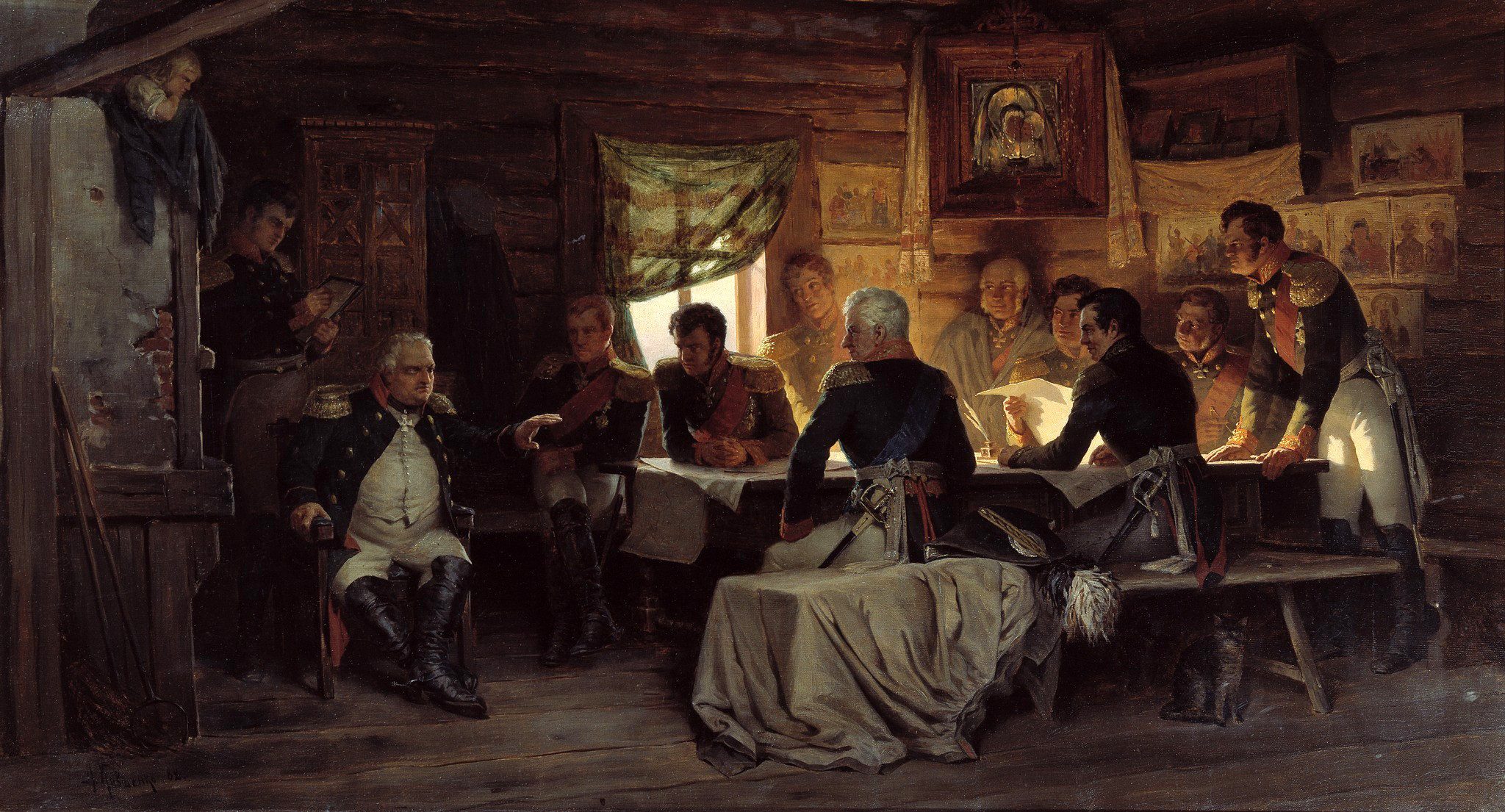
أليكسي كيفشينكو. يقرر مجلس حرب فيلي التخلي عن موسكو لنابليون.

مجلس الحرب هو مصطلح في العلوم العسكرية يصف اجتماعًا يعقد لاتخاذ قرار بشأن مسار العمل، وعادةً ما يكون ذلك في خضم الحرب. في الظروف العادية، يتم اتخاذ القرارات من قبل الضابط القائد، ويتم إبلاغها وتنسيقها بشكل اختياري من قبل ضباط الأركان، ثم يتم تنفيذها من قبل الضباط المرؤوسين. تعقد مجالس الحرب عادة عندما يتعين اتخاذ قرار بشأن مسائل ذات أهمية كبيرة، أو عندما يتعين التوصل إلى توافق في الآراء مع المرؤوسين، أو عندما يكون الضابط القائد غير متأكد من موقفه. يتضمن مجلس الحرب الكلاسيكي مناقشة يليها تصويت، وغالبًا ما يتم ذلك دون حضور القائد الأعلى للتأثير على المرؤوسين أو ترهيبهم. التقليد في مثل هذه الاجتماعات هو أن يصوت الضباط بالترتيب العكسي لأقدميتهم، حيث يصوت الضباط الأقل مرتبة أولاً.
في الاستخدام المدني، يمكن لمصطلح مجلس الحرب أن يصف أي اجتماع مهم، كما هو الحال في الأعمال التجارية، والذي يتعين فيه التوصل إلى قرار تحت ضغط الظروف المعاكسة.
أحد أشكال مجلس الحرب التقليدي هو مجلس يصوت فيه المرؤوسون، ولكن النتائج تعتبر مجرد استشارية للقائد العام، الذي يتخذ بعد ذلك القرار النهائي. انعقد مثل هذا الاجتماع في 2 يوليو 1863، أثناء معركة غيتيسبيرغ ، حيث دعا اللواء جورج ميد، قائد جيش الاتحاد في بوتوماك، قادة فيالقه وموظفيه لمناقشة ما إذا كان ينبغي لهم الانسحاب من ساحة المعركة أو، إذا لم يكن الأمر كذلك، ما إذا كان ينبغي لهم مهاجمة جيش روبرت لي الكونفدرالي أو انتظار هجومه. تشير الأدلة التاريخية إلى أن ميد كان قد قرر بالفعل البقاء وانتظار هجوم لي، الذي وقع في 3 يوليو، وهو الهجوم الكارثي المعروف باسم هجوم بيكيت. لكن ميد نجح في التوصل إلى إجماع بين موظفيه وعزز ثقتهم من خلال تشجيع مناقشة وتصويت لمدة ساعتين، مما أسفر عن النتيجة التي كان يسعى إليها.